# Canotaj la Jocurile Olimpice de vară din 2020 - Patru vâsle feminin
Proba feminină de patru vâsle de la Jocurile Olimpice de vară din 2020 a avut loc în perioada 23-27 iulie 2021 pe Sea Forest Waterway.

## Program
Orele sunt ora Japoniei (UTC+9) 
| Data                    | Timp | Etapă        |
| ----------------------- | ---- | ------------ |
| Vineri, 23 iulie 2021   | 8:30 | Calificări   |
| Duminică, 25 iulie 2021 | 8:30 | Recalificări |
| Marți, 27 iulie 2021    | 8:30 | Finalele A/B |

## Rezultate

### Calificări
Primele 2 echipaje din fiecare serie se califică direct în finală, iar celelalte vor concura în recalificări.

#### Calificări - cursa 1
| Loc | Culoar | Concurente                                                                | Țară                       | Timp    | Note |
| --- | ------ | ------------------------------------------------------------------------- | -------------------------- | ------- | ---- |
| 1   | 2      | Daniela Schultze Franziska Kampmann Carlotta Nwajide Frieda Hammerling    | Germania                   | 6:18,22 | C    |
| 2   | 4      | Laila Youssifou Inge Janssen Olivia van Rooijen Nicole Beukers            | Olanda                     | 6:19,36 | C    |
| 3   | 1      | Hannah Scott Mathilda Hodgkins-Byrne Charlotte Hodgkins-Byrne Lucy Glover | Marea Britanie             | 6:20,80 | R    |
| 4   | 3      | Georgia Nugent-O'Leary Ruby Tew Eve MacFarlane Olivia Loe                 | Noua Zeelandă              | 6:25,23 | R    |
| 5   | 5      | Cicely Madden Alison Rusher Meghan O'Leary Ellen Tomek                    | Statele Unite ale Americii | 6:34,36 | R    |

#### Calificări - cursa 2
| Loc | Culoar | Concurente                                                         | Țară      | Timp    | Note |
| --- | ------ | ------------------------------------------------------------------ | --------- | ------- | ---- |
| 1   | 2      | Yunxia Chen Ling Zhang Yang Lü Xiaotong Cui                        | China     | 6:14,32 | C    |
| 2   | 1      | Agnieszka Kobus Marta Wieliczko Maria Sajdak Katarzyna Zillmann    | Polonia   | 6:18,62 | C    |
| 3   | 4      | Valentina Iseppi Alessandra Montesano Veronica Lisi Stefania Gobbi | Italia    | 6:20,45 | R    |
| 4   | 5      | Ria Thompson Rowena Meredith Harriet Hudson Caitlin Cronin         | Australia | 6:26,21 | R    |
| 5   | 3      | Violaine Aernoudts Margaux Vailleul Marie Jacquet Emma Lunatti     | Franța    | 6:33,64 | R    |

### Recalificări
Primele 2 echipaje se califică în finală, iar următoarele vor juca în Finala B (care nu contează pentru acordarea de medalii).
| Loc | Culoar | Concurente                                                                | Țară                       | Timp    | Note |
| --- | ------ | ------------------------------------------------------------------------- | -------------------------- | ------- | ---- |
| 1   | 2      | Ria Thompson Rowena Meredith Harriet Hudson Caitlin Cronin                | Australia                  | 6:36,67 | FA   |
| 2   | 3      | Valentina Iseppi Alessandra Montesano Veronica Lisi Stefania Gobbi        | Italia                     | 6:37,44 | FA   |
| 3   | 5      | Georgia Nugent-O'Leary Ruby Tew Eve MacFarlane Olivia Loe                 | Noua Zeelandă              | 6:39,91 | FB   |
| 4   | 4      | Hannah Scott Mathilda Hodgkins-Byrne Charlotte Hodgkins-Byrne Lucy Glover | Marea Britanie             | 6:42,97 | FB   |
| 5   | 6      | Violaine Aernoudts Margaux Bailleul Marie Jacquet Emma Lunatti            | Franța                     | 6:47,41 | FB   |
| 6   | 1      | Cicely Madden Alison Rusher Meghan O'Leary Ellen Tomek                    | Statele Unite ale Americii | 6:50,74 | FB   |

### Finale

#### Finala B
| Loc | Culoar | Concurente                                                                | Țară                       | Timp    | Note |
| --- | ------ | ------------------------------------------------------------------------- | -------------------------- | ------- | ---- |
| 7   | 2      | Hannah Scott Mathilda Hodgkins-Byrne Charlotte Hodgkins-Byrne Lucy Glover | Marea Britanie             | 6:25,14 |      |
| 8   | 3      | Georgia Nugent-O'Leary Ruby Tew Eve MacFarlane Olivia Loe                 | Noua Zeelandă              | 6:29,00 |      |
| 9   | 4      | Violaine Aernoudts Margaux Bailleul Marie Jacquet Emma Lunatti            | Franța                     | 6:29,70 |      |
| 10  | 1      | Cicely Madden Alison Rusher Meghan O'Leary Ellen Tomek                    | Statele Unite ale Americii | 6:30,03 |      |

#### Finala A
| Loc | Culoar | Concurente                                                             | Țară      | Timp    | Note |
| --- | ------ | ---------------------------------------------------------------------- | --------- | ------- | ---- |
| 1   | 3      | Chen Yunxia Zhang Ling Lü Yang Cui Xiaotong                            | China     | 6:05,13 |      |
| 2   | 5      | Agnieszka Kobus Marta Wieliczko Maria Sajdak Katarzyna Zillmann        | Polonia   | 6:11,36 |      |
| 3   | 6      | Ria Thompson Rowena Meredith Harriet Hudson Caitlin Cronin             | Australia | 6:12,08 |      |
| 4   | 1      | Valentina Iseppi Alessandra Montesano Veronica Lisi Stefania Gobbi     | Italia    | 6:13,33 |      |
| 5   | 4      | Daniela Schultze Franziska Kampmann Carlotta Nwajide Frieda Hämmerling | Germania  | 6:13,41 |      |
| 6   | 2      | Laila Youssifou Inge Janssen Olivia van Rooijen Nicole Beukers         | Olanda    | 6:15,75 |      |